# 伊予富士
伊予富士（いよふじ）は、四国山地西部の石鎚山地に属する山である。日本三百名山の一つに数えられる。

## 概要
伊予富士を含む石鎚山地一帯は石鎚国定公園に指定されている。山頂には三等三角点「伊予富士」が設置されている。
日本全国にある郷土富士の多くが独立峰で、富士山に山容が似ることから名付けられているのに対し、伊予富士は独立峰ではなく石鎚連峰の一峰に過ぎないが、西側になだらかな斜面を持ち見る方向によっては富士山を髣髴させる。
北側に瀬戸内海、南側に幾重にも重なる四国山地の山々と、その向こうに土佐湾を望むことができる。

## 登山ルート
瓶ヶ森林道が山頂南側を通り、比較的気軽な登山となるが、旧寒風山トンネル南口から桑瀬峠、および瓶ヶ森方面からそれぞれ稜線を縦走するルートがある。山頂付近にはコメツツジ、また南よりの岩場にはツクシシャクナゲの群落が存在する。

## ギャラリー

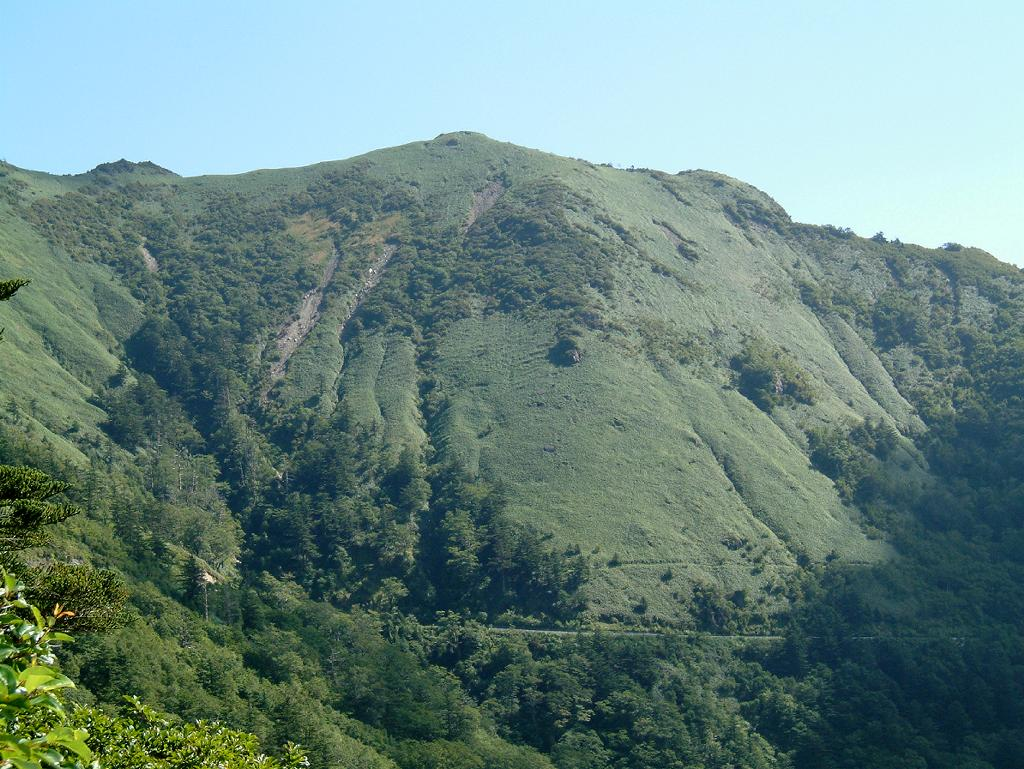
南の林道から
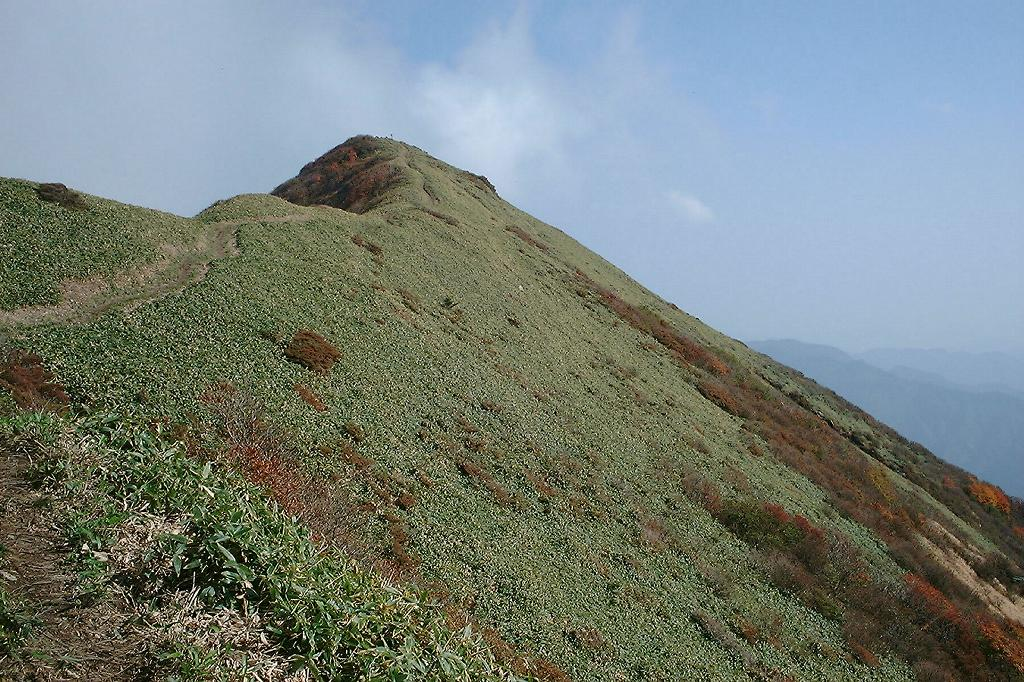
頂上が目前
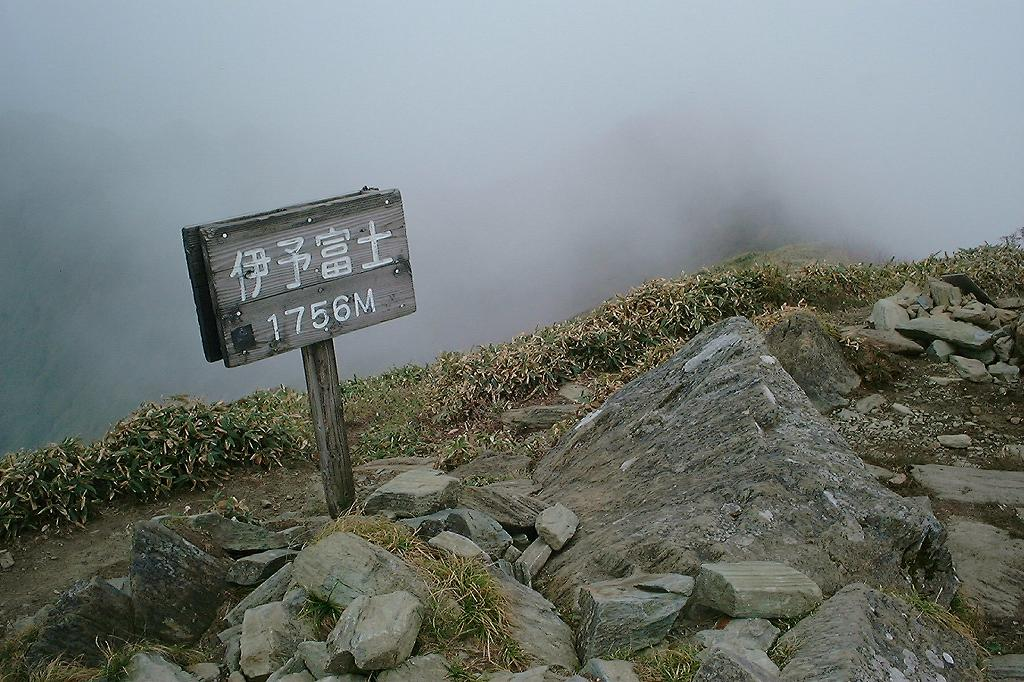
頂上
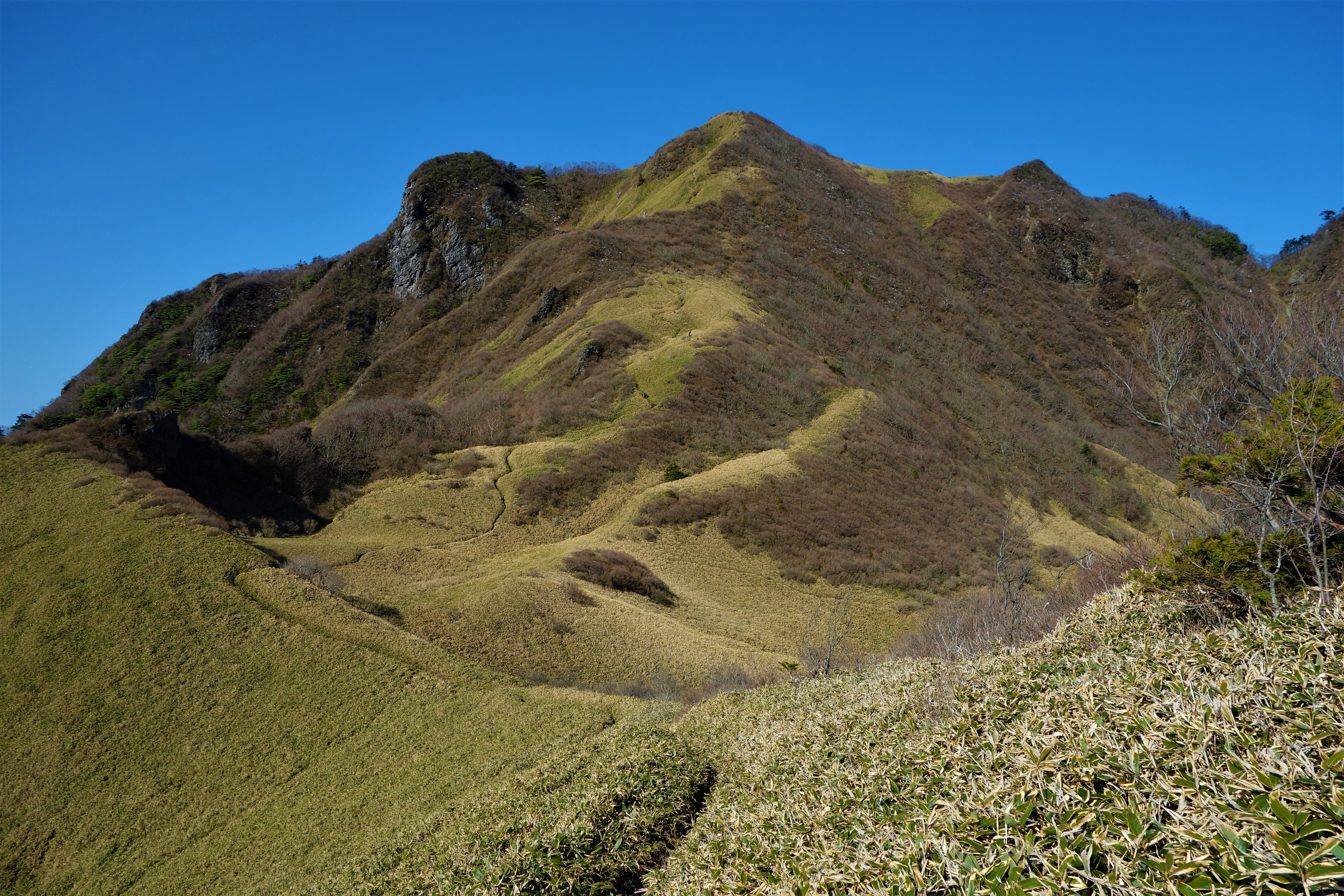
東側登山道からの伊予富士